# Ted Neeley
Teddie Joe „Ted“ Neeley (* 20. září 1943) je americký rocker a bubeník, zpěvák, herec, skladatel a producent. Proslavil se jako představitel Ježíše Krista ve filmu Jesus Christ Superstar (1973).
Ted Neeley sám sebe považuje za zpěváka, který zpívá v barytonu. Výjimečný je jeho hlasový rozsah, protože je schopen vyzpívat tón G nad vysokým C (G5) v písní „Gethsemane (I Only Want to Say)“ z muzikálu Jesus Christ Superstar.